# Esquàlids
Els esquàlids (Squalidae) són una família d'elasmobranquis selacimorfs de l'ordre Squaliformes que viuen en els oceans Atlàntic, Índic i Pacífic.

## Gèneres
La família Squalidae té 28 espècies repartides en dos gèneres.
- Gènere Cirrhigaleus
  - Cirrhigaleus asper
  - Cirrhigaleus australis
  - Cirrhigaleus barbifer
- Gènere Squalus
  - Squalus acanthias
  - Squalus acutirostris
  - Squalus albifrons
  - Squalus altipinnis
  - Squalus blainville
  - Squalus brevirostris
  - Squalus bucephalus
  - Squalus chloroculus
  - Squalus crassispinus
  - Squalus cubensis
  - Squalus edmundsi
  - Squalus grahami
  - Squalus griffini
  - Squalus hemipinnis
  - Squalus japonicus
  - Squalus lalannei
  - Squalus megalops
  - Squalus melanurus
  - Squalus mitsukurii
  - Squalus montalbani
  - Squalus nasutus
  - Squalus notocaudatus
  - Squalus rancureli
  - Squalus raoulensis
  - Squalus uyato